# 出光エンジニアリング
出光エンジニアリング株式会社（いでみつえんじにありんぐ、英: Idemitsu Engineering Co., Ltd.）は、千葉県千葉市美浜区の幕張新都心に本社を置く、工場設備の設計・建設・保全を行う企業である。出光興産の完全子会社。

## 沿革
- 1983年（昭和58年）
  - 10月 - 出光興産の全額出資により設立。
  - 12月 - 建設業許可取得。
- 1984年（昭和59年）4月 - 営業開始。1級建築士事務所開設。
- 1996年（平成8年）
  - 9月 - ISO 9001認証取得。
  - 12月 - IDESORBの営業を開始。
- 2000年（平成12年）7月 - IDESORBが石油学会技術進歩賞を受賞。
- 2001年（平成13年）11月 - 長年取り組んできた設備管理技術をパッケージ化し、「Dr. PLANT[1]」と名付け営業開始。
- 2005年（平成17年）3月 - ISO 14001認証取得。
- 2006年（平成18年）
  - 5月 - 「石油タンク浮屋根のスロッシングシミュレーションによる構造設計技術の開発[2]」石油学会技術進歩賞を受賞。
  - 6月 -「Dr. PLANT」が日本設備管理学会ものづくり大賞を受賞。
  - 7月 -「インドネシア国運転知識のシステム化プロジェクトチーム」がエンジニアリング振興協会のエンジニアリング功労賞を受賞。
- 2012年（平成24年）10月 - 出光エンジニアリングベトナム（IDEMITSU ENGINEERING VIETNAM COMPANY LIMITED）設立。
- 2014年（平成26年）10月 - 出光興産生産技術センターと共に現社屋へ移転。
- 2020年（令和2年）7月 - 昭石エンジニアリングと経営統合。

## 主要事業所

### 本社
- 本社ビル - 千葉県千葉市美浜区中瀬二丁目6番地1 ワールドビジネスガーデン マリブイースト34階[3]
- 帝劇ビル - 東京都千代田区丸の内3丁目1番1号 帝劇ビル8階

### 支店
- 東日本支店
- 中日本支店
- 関西支店
- 西日本支店

### 事業所
- 北海道事業所
- 久慈事業所
- 新潟事業所
- 四日市事業所
- 大分事業所
- 沖縄事業所

### 事務所
- 千葉工事事務所
- 川崎工事事務所
- 愛知工事事務所
- 四日市事業所
- 周南工事事務所

### 海外拠点
- 出光エンジニアリングベトナム